# Comendador José Nunes Martins

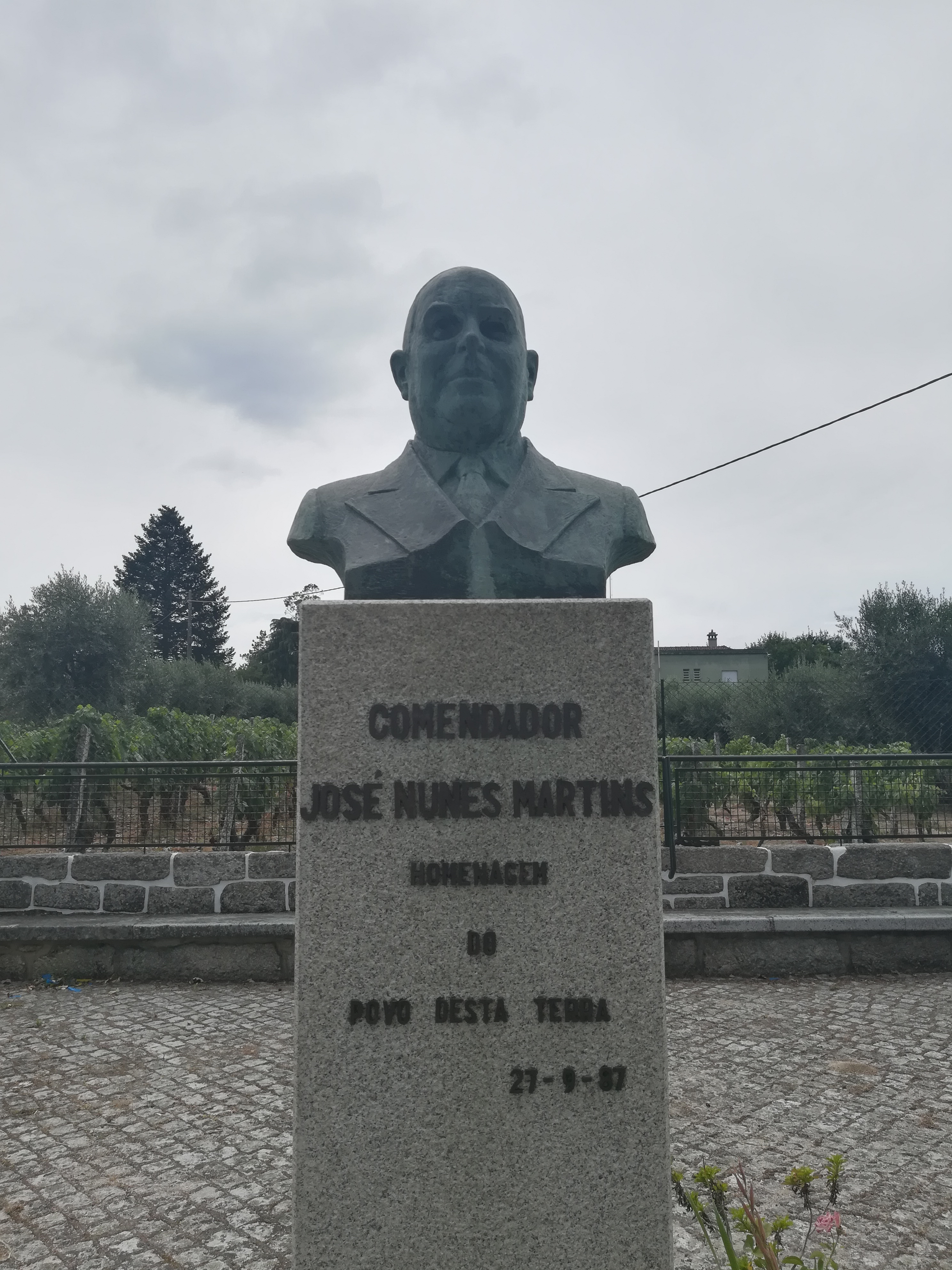
Busto do Comendador José Nunes Martins

O Comendador José Nunes Martins nasceu em 15 de junho de 1903, em Oliveira do Conde e faleceu em 7 de maio de 1981, no Rio de Janeiro.
Muito jovem foi ratinho no Alentejo, lenhador em França, caixeiro em Lisboa, de onde partiu para o Brasil. Criou uma empresa de recauchutagem de pneus, mas foi na construção civil e imobiliária que conseguiu êxito.

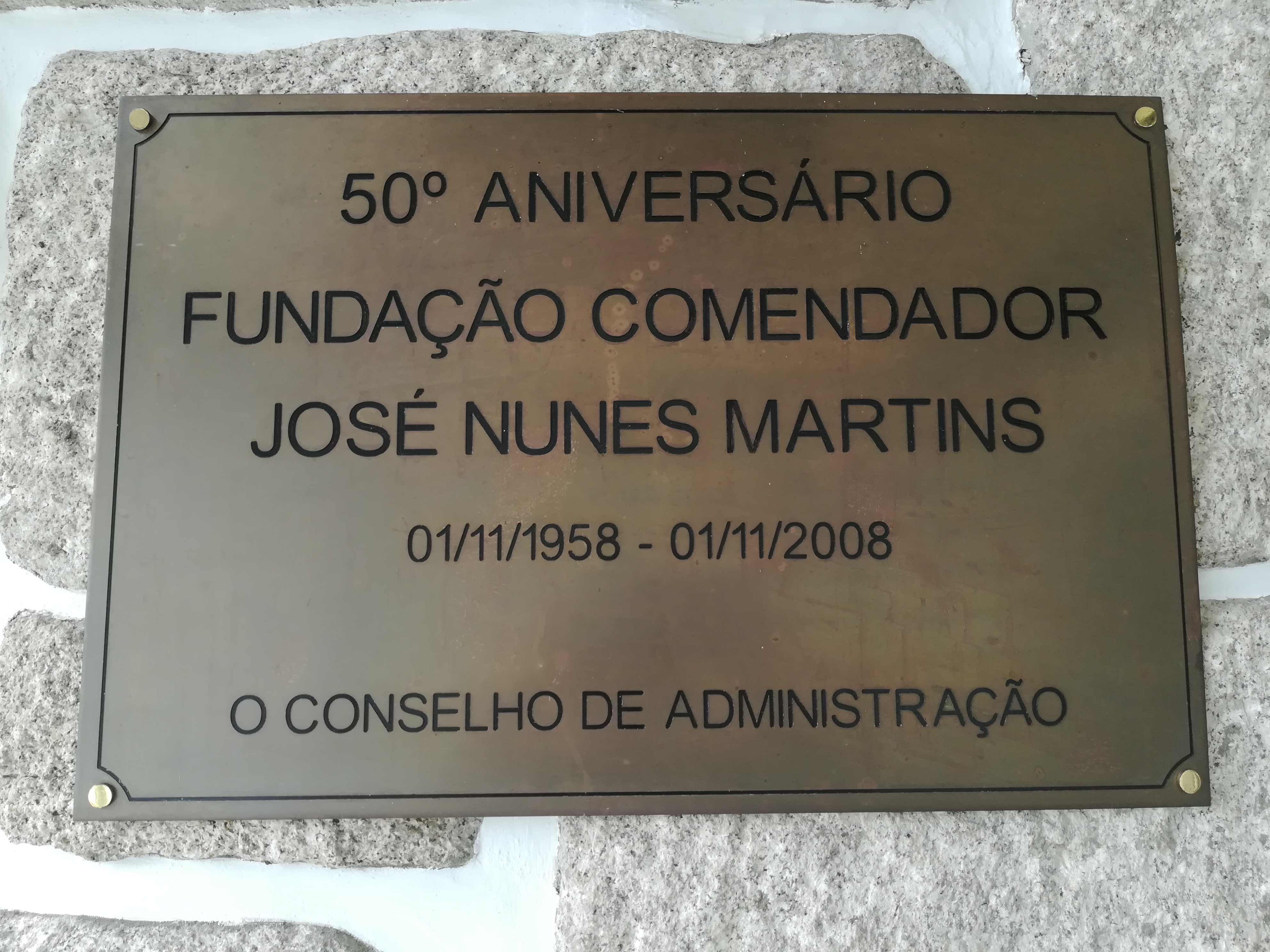
Placa comemorativa dos 50 anos da Fundação José Nunes Martins

Criou um posto de socorros em 1951 que funcionou até 1960. Nos últimos anos da década de 50, criou a Fundação José Nunes Martins, para a prestação de serviços de saúde e creche ao serviço da população do concelho.
Em agosto de 1960. Trouxe para Oliveira do Conde grandes personalidades da cultura e da política para inauguração da Fundação e da Praça Brasil Portugal que criou , como sejam o Ministro da Defesa Nacional, um Ministro e um Embaixador do Brasil e o Chefe de Governo de Portugal, Oliveira Salazar. Foi agraciado em 1960 com o título de Cidadão Carioca pelo prefeito do Rio. Casado com dona Isabel, teve 4 filhos, Maria Arminda Nunes Martins, Sérgio Rosa Nunes Martins, Maria Oféfia Rosa Martins Vaz de Melo e Maria Elizea Rosa Martins Alves da Silva.
Foi homenagiado em Oliveira do Conde com uma rua em seu nome e um busto em frente a sua Fundação e no Rio de Janeiro com uma rua em seu nome em Nilopolis<ref>«How to get to Rua Comendador Nunes Martins in Nilópolis by Bus or Train?». moovitapp.com (em inglês). Consultado em 29 de agosto de 2022